# Cantó de Grimaud
El cantó de Grimaud és un cantó francès del departament de la Var, situat al districte de Draguinhan. Té 5 municipis i el cap és Grimaud.

## Municipis
- Cogolin
- La Gàrdia Frainet
- Grimaud
- Lo Plan de la Torre
- Santa Maxima

## Història
| Data d'elecció                           | Identitat         | Partit                     | Qualitat |
| ---------------------------------------- | ----------------- | -------------------------- | -------- |
| 1964-1970                                | Léon Condroyer    | SFIO                       |          |
| 1970-197.                                | Alfred Max        | Divers gauche, després PS  |          |
| 197.-1982                                | Patrick Glo       | PS                         |          |
| 1982-2001                                | Jean-Paul Bréhand | RPR, després Divers droite |          |
| 2001-                                    | Bernard Rolland   | RPR, després UMP           |          |
| les dades anteriors no són pas conegudes |                   |                            |          |
|                                          |                   |                            |          |

| 1962  | 1968   | 1975   | 1982   | 1990   | 1999   | 2006   |
| ----- | ------ | ------ | ------ | ------ | ------ | ------ |
| 9.934 | 12.768 | 16.113 | 18.763 | 24.769 | 28.643 | 33.457 |